# 革新官僚
革新官僚（日语：／），是指1937年内阁调查局的前身企画厅与伴随第二次中日战争全面化的资源局合并，在改组企画院之际，院内设置试图实现战时经济管制的官僚层。后来成功策划了国家总动员法的总动员计划。

## 概述
新新官僚（／）也有简称新官僚（／）。原来的「新官僚」是指在1920年代出现的疑似右翼的官僚层。后来为了区分新出现的新新官僚，新新官僚又被被称为革新官僚。
递信省出身的奥村喜和男因实现了电力国家管理方案而备受注目。企画院总裁星野直树、商工次官岸信介及从满洲经济管制政绩挑选出来的高級官僚，如美浓部洋次、毛里英於菟、迫水久常的中坚官僚为人所熟知。通过秘密研究马克思主义，实现苏联模式的计划经济。现在的革新官僚们通过苏联模式的五年计划方式引入。所以战后有部分学者认为是革新官僚为左翼。计划实行改革的社会主义、「共产主义」的小林一三被商业领袖和平沼騏一郎等右翼势力强烈的反击，在1941年发生企画院事件。
下面是革新官僚裡的部分人物，为企画院项目挑选出来的官僚：
- 吉野信次（商工省）
- 田中長茂、藤井崇治、重政誠之（以上属农林省）
- 藤井真信、山田龍雄、原口武夫（以上属大藏省）
- 松井春生、安井英二、高村坂彦、富田健治（以上属内務省）
- 白鳥敏夫、栗原正、佐藤忠雄、重松宣雄（驻奉天领事）
- 藤村信雄、仁宮武夫、高瀨侍郎、牛場信彦（以上属外务省）
- 永田鐵山（参与国家总动员法的制定，军部官僚）
- 花野吉平（上海特务部思想第一班的雇佣社员。满洲国官僚。因尾崎秀实的推荐去了上海）

## 引用
1. ↑  另外，「新官僚」裡的人物还有，与内务省警保局的干部晋升的「天皇陛下的军队」对抗的，自称「天皇陛下的警察官」的后藤文夫、松本学、唐泽俊树、吉田茂（内务省出身。与日本前首相同姓同名的人）等。

## 來源
- 橋川文三　「新官僚的政治思想」　『近代日本政治思想德的各个方面』（未來社、1968年）。
- 伊藤智央Tomohide Ito: Militarismus des Zivilen in Japan 1937–1940: Diskurse und ihre Auswirkungen auf politische Entscheidungsprozesse, (Reihe zur Geschichte Asiens; Bd. 19), München: Iudicium Verlag 2019（S. 190-199特別要分析奥村喜和男的思想）